# Salii

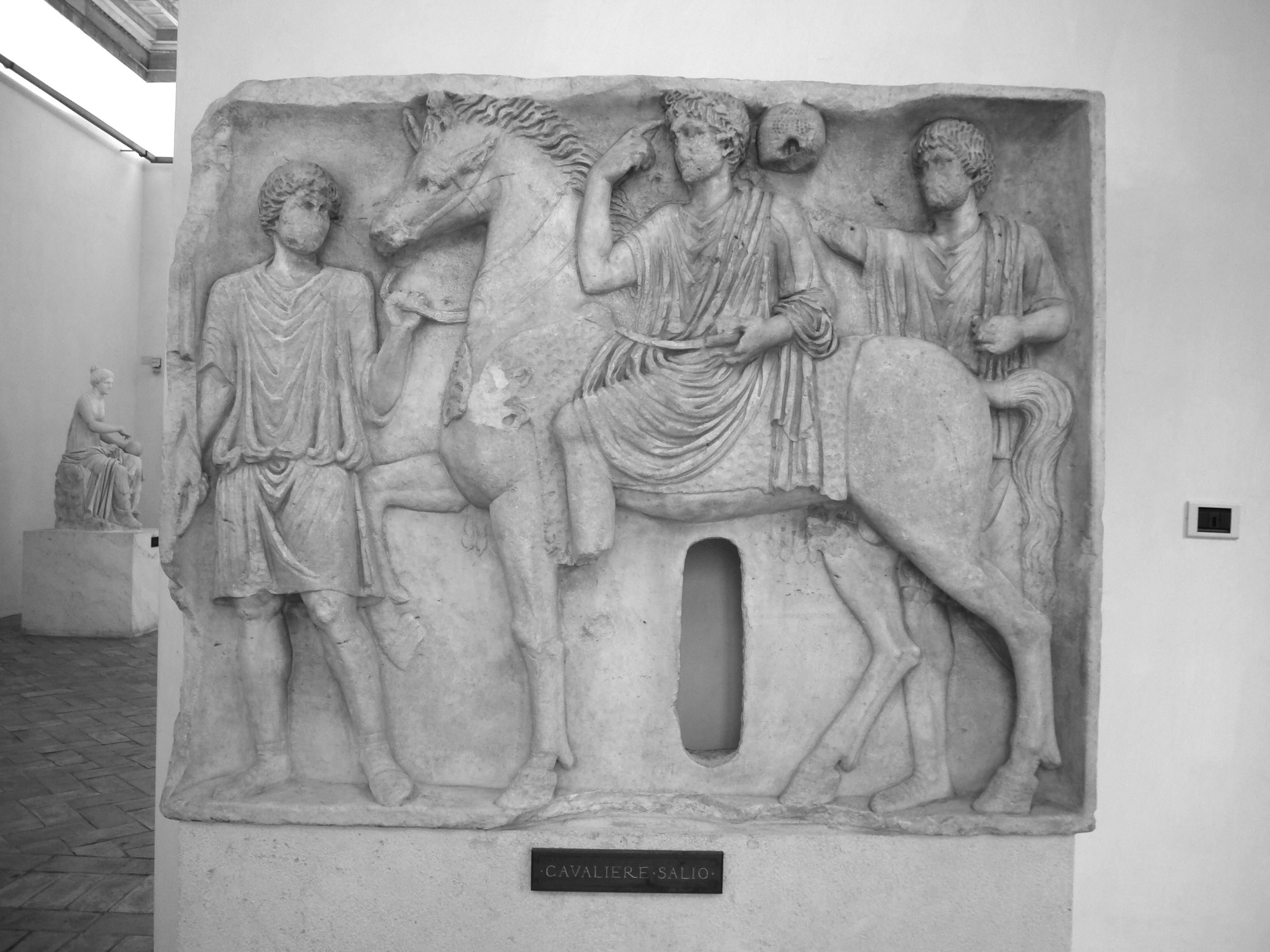
Relleu representant dos salii al costat d'un cavaller. Museu nacional romà del palazzo Altemps

Els Salii eren els sacerdots saltadors de l'antiga religió romana. Segons la tradició més acceptada aquest cos de sacerdots va ser creat pel rei Numa Pompili perquè festegessin el déu Mart. Una tradició diu que el seu nom ve de Sali, un company d'Eneas.

## Funcions delssalii

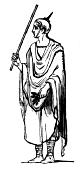
dibuix de la vestimenta dels salii,

Els salii eren dotze joves de classe patrícia. Per a fer les seves funcions sacerdotals vestien a l'estil d'arcaics guerrers: amb una túnica brodada, una cuirassa, una mena de capa roja (paludamentum), una espasa i un casc amb cresta anomenat apex. Carregaven els dotze escuts de bronze coneguts amb el nom de ancilia, en forma de vuit, a l'estil micènic. Es deia que un d'aquests escuts havia caigut del cel durant el regnat de Numa. Llavors, per suggeriment de la nimfa Egèria, esposa del rei, s'havien fet onze còpies per a protegir la identitat de l'autèntic. Egèria també va profetitzar que el poble que posseís l'escut sagrat seria la gent que dominaria la Terra.

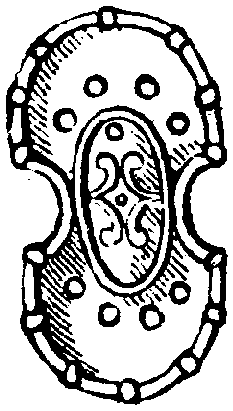
Dibuix de l'escut màgic (ancilia) que custodiaven els salii

Juntament amb el Palladium eren els dos objectes més valorats pels romans amb el contingut màgic de protectors.

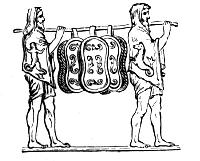
transportant els ancilia

Cada any, pel mes de març, els salii feien una processó al voltant de la ciutat ballant i cantant uns versos que es deien Carmen Saliare. Ovidi opinava que aquests versos eren difícils d'entendre i que el ritual era tan antic que per a la gent del segle i estava sens dubte desfasat. Durant el primer període de l'imperi, per decret del senat, es va inserir el nom de l'emperador August dins la lletra d'aquest himne. Al final del dia la festa acabava amb un banquet. No hi ha un únic llibre escrit en l'antiguitat que narri aquesta celebració, però del que es dedueix de la informació de diversos autors sembla que aquesta festa podia durar uns 24 dies, començant el primer dia de març, fent la processó un recorregut diferent cada dia i acabant amb un banquet cada nit.
Es diu que el tercer rei, Tul·li Hostili va crear un altre grup (collegium) de salii en compliment d'una prometença que havia fet al déu Quirí durant la segona guerra contra els Fidenae i els Veii. Aquest grup també estava format per dotze joves patricis i per a distingir-los dels altres eren coneguts com els Salii Collini, o també Agonales, o Agonenses.

## Orígens
A banda de l'explicació basada en els ancile, existeixen altres teories per explicar els orígens d'aquest grup de sacerdots. Segons la llegenda etrusca, els salii serien en realitat una creació del rei Morrius de Veii. Una altra llegenda els connectaria amb uns trofeus de guerra que Dàrdanos hauria aconseguit de Samotràcia i que van esdevenir els Penates públics. Una altra versió, segons el relat de l'Eneida, és que el seu nom vindria dels salius, uns guerrers procedents d'Acarnània que haurien arribat a Roma per a participar en els jocs que es van celebrar en el funeral d'Anquises, pare d'Evandre. Virgili explica que les danses guerreres d'aquests sacerdots van ser creades per Sali, un company d'Eneas.

## Interpretació dels rituals
George Dumézil interpreta els rituals dels Salii com una forma de marcar la cloenda i el començament de la temporada de guerra, ja que en l'antiguitat les guerres no es feien en qualsevol època de l'any sinó que la solució a les hostilitats havia d'esperar el moment oportú que, generalment estava condicionat per la metereologia. El començament de la temporada de guerra se solia fer coincidir amb el 19 de març, festivitat de l'Agonium Martiale, i el tancament de la temporada el feien coincidir amb el dia de Armilustrium, el 19 d'octubre. Sovint la gent es referia a la primera celebració amb el nom de ancilia movere, ("moure els ancilia") i a la segona amb l'expressió ancilia condere, ("desar els ancilia"). Baix l'enfocament de Georges Dumézil, els dos grups de salii (els de Mart i els de Quirí), serien un símbol de la relació dialèctica entre l'aspecte militar i econòmic que comportava una guerra; per una banda la necessitat de sobreviure en la batalla (invocació a Mart) i per altra banda els beneficis econòmics que comportava la victòria (invocació a Quirí), aspectes fortament relacionats entre si en la societat romana.
Segons el punt de vista de Georg Wissowa el ritual dels salii només era una dansa de guerra o una dansa de l'espasa, cosa que es dedueix per la indumentària dels sacerdots.
H. Usener és de l'opinió que la cerimònia de l'ancilia movere era un ritual d'expulsió de l'any que acabava, representat per la misteriosa figura de Mamurius Veturius. La seva afirmació es basa en unes antigues inscripcions sobre el calendari romà.
Pels Idus de març, se celebrava un ritual per a homes conegut com el Mamurius Veturius o Mamuralia en què un home era copejat amb uns pals llargs i blancs dins el recinte sagrat Mamurii, això segons Usener era una mena de boc expiatori. Mamurius Veturius era el mític ferrer que havia forjat les onze rèpliques de l'escut diví.
Tant Usener com L. Preller creuen que Mart era considerat un déu de la guerra i la fertilitat, mentre que Mamurius Veturius significaria "L'antic Mart" o "El vell Mart". El mateix Mart era un déu dansaire, i per tant, era també el cap dels salii dansaires. Wissowa compara els salii amb els homes de familia noble que ballaven el Lusus Troiae. La dansa ritual dels salii seria doncs una fusió d'un ritu d'iniciació cap a l'edat adulta i una dansa del tipus boc expiatori (pharmakos).
Altres autors del segle xix van comparar els rituals dels salii amb els mites vèdics d'Indra i els Maruts.
Alguns autors antics, citats per Servius Honoratus i per Macrobi testimoniaven que els salii també havien existit a Tibur, Tusculum i a Veii, fins i tot abans de la seva creació com a cos religiós a la ciutat de Roma.

## Lessaliae virgines
Un text de Sext Pompeu Fest, gramàtic del s.II, va deixar els historiadors perplexos en trobar l'expressió saliae virgines, l'única referència que hi ha d'unes dones salii. Segons aquest autor, vestien la paludamentum amb l'apex i eren donzelles llogades per a fer d'assistents dels sacerdots salii quan aquests feien sacrificis dins la Regia. S'ha suggerit que aquest autor descriu un ritual d'iniciació per a "transvestides", dones que en el fons haurien desitjat haver nascut homes. Una altra explicació seria que les donzelles ocuparien el lloc de guerrers absents, per desitjar-los bona sort. Però cap d'aquestes possibilitats satisfà com a explicació del que voldria dir amb el fet que "eren llogades".